# Dudypta
La Dudypta è un fiume della Russia siberiana settentrionale (kraj di Krasnojarsk), affluente di destra della Pjasina.
Ha origine dal lago Makar, situato nella parte centrale del grande bassopiano siberiano settentrionale; scorre su tutto il percorso con direzione mediamente sudoccidentale, attraversando il bassopiano, in un ambiente topograficamente piatto e (quantomeno nella stagione estiva) caratterizzato da problemi di drenaggio superficiale delle acque. Confluisce nella Pjasina nel suo medio corso, a 674 km dalla foce. Non incontra, in tutto il suo corso, centri urbani di qualche rilievo.
Il fiume è gelato, mediamente dalla fine di settembre ai primi di giugno; nei rimanenti mesi, è navigabile per circa 150 km a monte della sua foce nella Pjasina. Nel bacino ha una qualche importanza la pesca, favorita dalla ricchezza della fauna ittica (muksun, Coregonus nasus).